# Aarif Rahman
Aarif Rahman (Hong Kong, 26 de febrero de 1987-), más conocido como Aarif Lee o Li Zhiting, es un cantante y actor hongkonés. 

## Biografía
Rahman nació en Hong Kong, el más joven de sus tres hermanos. Sus primos son los inversionistas Derek Handley y Geoff Handley.
Su padre es de Malasia, natural de Malay y ascendencia árabe y china, mientras que su madre es de Hong Kong. Su padre es dueño de una empresa de limpieza y ambos residen en Sai Kung. 
Se crio en Hong Kong y estudió en el colegio "King George V", después de graduarse asistió al "Imperial College" de Londres, para estudiar Física.
En octubre del 2019 anunció que estaba saliendo con una mujer fuera del círculo artístico.

## Carrera
Antes de ingresar en la universidad, ya había firmado un contrato con el sello "Amusic". 
Recibió el Premio Anual a partir del 2004 al 2005.
Cuando empezó a trabajar como escritor, escribió todas las canciones del álbum de Janice Vidal titulado  "Morning" en el 2009. Al año siguiente, lanzó su próximo álbum debut, en la que únicamente compuso, arregló y produjo ocho de sus diez canciones, así como para escribir temas musicales en inglés.
Después de interpretar su tema musical titulado "普通 朋友" (lit. "Sólo Amigos") en una reunión, firmó contrato con la productora "East Asia Record" y se convirtió en uno de los nuevos artistas del año 2009. También fue nominado como "Mejor Nuevo Artista" en la "29ª de los Premios del Cine de Hong Kong" en el 2010, por su actuación en la película "Echoes of the Rainbow".

## Filmografía

### Series de televisión
| Año           | Título                 | Personaje                         | Notas        |
| ------------- | ---------------------- | --------------------------------- | ------------ |
| 2020-presente | Charming and Countries | Guo Shao                          |              |
| 2020-presente | Ivy Monsters           | Zhuo Peng                         |              |
| 2019-presente | The Geek Is on the Run | Bo Xian                           |              |
| 2019-presente | The War for Light      | Han Dafang                        |              |
| 2019          | Princess Silver        | Príncipe Li, Zongzheng Wuyou      | 58 episodios |
| 2018          | Swords of Legends 2    | Xia Yize                          |              |
| 2014-2015     | The Empress of China   | Li Zhi, Emperador Gaozong de Tang | 96 episodios |

### Películas[4][5]
| Año  | Película                              | Personaje         | Notas                                                                            |
| ---- | ------------------------------------- | ----------------- | -------------------------------------------------------------------------------- |
| 2010 | Echoes of the Rainbow                 | Desmond Law       |                                                                                  |
| 2010 | Frozen                                | Cheung Wai-kit    | junto a Janice Man, Janice Vidal, Wilfred Lau y Alfred Cheung                    |
| 2010 | Bruce Lee, My Brother                 | Bruce Lee         |                                                                                  |
| 2011 | I Love Hong Kong                      | Ng Ming           |                                                                                  |
| 2011 | The Allure of Tears                   | You Le            |                                                                                  |
| 2011 | Dear Enemy                            | Henry Ma          |                                                                                  |
| 2012 | Cold War                              | Billy K.B. Cheung | junto a Aaron Kwok, Tony Leung Ka-fai, Charlie Young, Gordon Lam y Chin Kar-lok  |
| 2013 | One Night Surprise                    | Tony              |                                                                                  |
| 2014 | South of the Clouds                   | Li Ming           |                                                                                  |
| 2015 | Fighting Youth                        | -                 | junto Sun Jian, Van Fan, Mao Xiaotong, Wei Daxun y Kingdom Yuen                  |
| 2015 | Tales of Mystery                      | Zi Liang          | junto a Janice Man, Zhu Zhu, Law Lan y Oscar Leung                               |
| 2016 | Cold War 2                            | Billy K.B. Cheung | junto a Aaron Kwok, Tony Leung Kar Fai, Chow Yun-Fat, Charlie Young y Janice Man |
| 2016 | L.O.R.D: Legend of Ravaging Dynasties | Ni Hong           | junto a William Chan, Amber Kuo, Yang Mi y Wang Duo                              |
| 2016 | Making Family                         | Zhou Liyan        |                                                                                  |
| 2017 | Kung Fu Yoga                          | Jones             | junto a Jackie Chan, Sonu Sood, Paul Philip Clark, Ileana D'Cruz y Lay           |
| 2017 | The Thousand Faces of Dunjia          | Dao Yizhang       | junto a Dong Chengpeng, Ni Ni, Zhou Dongyu, Wu Bai y Ada Liu                     |
| 2019 | Special Couple                        | Gu Dabai          |                                                                                  |

### Programas de variedades
| Año        | Programa                | Notas                  |
| ---------- | ----------------------- | ---------------------- |
| 2021       | Go Shoot (接招吧！前辈) | (ep. #6) - invitado    |
| 2020       | Chuang 2020             | invitado               |
| 2016, 2019 | Happy Camp              | 3 episodios - invitado |
| 2015       | Hurry Up, Brother       | episodio #2.04         |

### Revistas
| Año  | Programa           | Notas                                                |
| ---- | ------------------ | ---------------------------------------------------- |
| 2019 | Fashion Speed Idol |                                                      |
| 2019 | Talent China       | (publicación de septiembre)                          |
| 2019 | OK! Magazine China | (publicación #180)                                   |
| 2019 | Lifestyle Magazine | apareció junto a Zhang Xueying - (publicación #2282) |
| 2019 | Chic Magazine      | apareció junto a Zhang Xueying                       |

### Eventos
| Año  | Título                                           | Notas       |
| ---- | ------------------------------------------------ | ----------- |
| 2019 | CCTV’s New Year Countdown Concert'               |             |
| 2019 | Tiffany & Co.’s "Vision & Virtuosity" Exhibition | en Shanghái |

## Discografía

### 今天開始 v1
| Fecha de lanzamiento    | Título del álbum                | Etiqueta | Información |
| ----------------------- | ------------------------------- | -------- | --- |
| 27 de noviembre de 2009 | Starting from Today             | Amusic   | 1. 今天開始 2. 獨行俠 3. Fly Away 4. 想我吧 5. Best I'll Ever Be 6. 不堪設想 7. 光速 8. Another Day 9. 歲月輕狂 10. Echoes of the Rainbow                                                            |
| 5 de febrero de 2010    | Starting from Today 2nd Version | Amusic   | 1. 今天開始 2. 獨行俠 3. Fly Away 4. 想我吧 5. Best I'll Ever Be 6. 不堪設想 7. 光速 8. Another Day 9. 歲月輕狂 10. Echoes of the Rainbow 11. Way back into love（feat.Janice Vidal）（Bonus track） |

### Todo
| Fecha                | Álbum      | Etiqueta | Información |
| -------------------- | ---------- | -------- | --- |
| 16 de agosto de 2011 | Everything | Amusic   | 1. 尼古拉 2. You Are My Everything 3. 鵝毛 4. 誰能代替 (國) 5. 奇蹟等不到 6. 一片痴 7. 速度對比 8. Still (英) 9. Just the Way You Are (英) 10. 不是不愛才分開 (國) |

### Música pop en los chat
| Año  | Álbum    | Canción  | 903 | TVB | 997 | RTHK |
| ---- | -------- | -------- | --- | --- | --- | ---- |
| 2009 | 今天開始 | Fly Away | 2   | -   | -   | 14   |
| 2009 | 今天開始 | 今天開始 | 5   | 3   | 4   | 3    |
| 2009 | 今天開始 | 獨行俠   | 2   | 1   | 2   | 3    |
| 2010 | 今天開始 | 想我吧   | 17  | -   | 2   | 13   |
| 2010 | 今天開始 | 歲月輕狂 | 5   | -   | 2   | 1    |

## Premios
- 新城勁爆頒獎禮 2009
- 新城勁爆頒獎禮 2009
- 2009 年度叱咤樂壇流行榜 - 叱咤樂壇生力軍男歌手金獎
- 2009年度SINA award － "My Favorite Male New Comer" GOLD AWARD
- IFPI Hong Kong Top Sales Music Awards 2009  - Best Selling Male New Comer
- 第十届華語音樂傳媒大獎 (10th Chinese Music Media Award)- Best Cantonese New Comer (Male)
- 2010 Hong Kong Film Directors' Guild - Annual New Actor SILVER AWARD
- The 29th Hong Kong Film Awards - Best New Performer（Echoes of the Rainbow）
- The 29th Hong Kong Film Awards - Best Original Song《歲月輕狂》（Echoes of the Rainbow）